# Вагино (Костромская область)
Вагино — упразднённая деревня в Шарьинском районе Костромской области России. Входила в состав Шангского сельского поселения. Исключена из учётных данных в 2025 году.

## География
Расположена на берегу речки Чёрная.

## История
Согласно Спискам населенных мест Российской империи в 1872 году починок Вагин относился к 3 стану Ветлужского уезда Костромской губернии. В нем числилось 6 дворов, проживало 29 мужчин и 34 женщины.
Согласно переписи населения 1897 года в деревне проживало 69 человек (30 мужчин и 39 женщин).
Согласно Списку населенных мест Костромской губернии в 1907 году деревня относилась к Шангско-Городищенской волости Ветлужского уезда Костромской губернии. По сведениям волостного правления за 1907 год в деревне числилось 14 крестьянских дворов и 73 жителя. Основным занятием жителей деревни был лесной промысел.

## Население
| 2008 | 2010 | 2014 |
| ---- | ---- | ---- |
| 0    | →0   | →0   |